# Brachynervus paucimacularis
Brachynervus paucimacularis là một loài tò vò trong họ Ichneumonidae.